# Зиндер (регион)
Зи́ндер (фр. Zinder) — регион в Нигере. Площадь провинции Зиндер равна 155 778 км². Численность населения составляет 2 916 929 человек (на 2011 год). Плотность населения — 18,72 чел./км². Административный центр — город Зиндер.

## География
Регион Зиндер расположен на юге Нигера. К северу от неё находится регион Агадес, к востоку — регион Диффа, к западу — регион Маради. На юге Зиндера проходит государственная граница между Нигером и Нигерией.

## Административное деление
Регион административно разделён на 5 департаментов.
Департамент Гуре (Gouré):
- Площадь: 95 182 км²
- Население: 318 861 чел. (2011)

Департамент Магаря (Magaria):
- Площадь: 8 434 км²
- Население: 696 717 чел. (2011)

Департамент Матамеи (Matamèye):
- Площадь: 2 381 км²
- Население: 345 637 чел. (2011)

Департамент Миря (Mirriah):
- Площадь: 14 334 км²
- Население: 1 080 589 чел. (2011)

Департамент Танут (Tanout):
- Площадь: 35 447 км²
- Население: 475 125 чел. (2011)

## Экономика
Главное занятие местных жителей — сельское хозяйство, преимущественно скотоводство.